# Cabras
Cabras (in sardo Crabas) è un comune italiano di 8 787 abitanti della provincia di Oristano in Sardegna. Si trova nella regione del Campidano di Oristano sulla riva sinistra dello stagno chiamato stagno di Cabras o Mari Pontis, uno degli stagni più grandi d'Europa.

## Geografia fisica

### Territorio
Il territorio comunale si estende per 122,18 km², confina a nord con i comuni di Riola Sardo e Nurachi e a est con Oristano. A ovest invece il territorio si affaccia sul mare, con un'articolazione costiera di circa 30 km che comprende al suo interno la penisola del Sinis e i due isolotti disabitati di Mal di Ventre e del Catalano.

## Storia

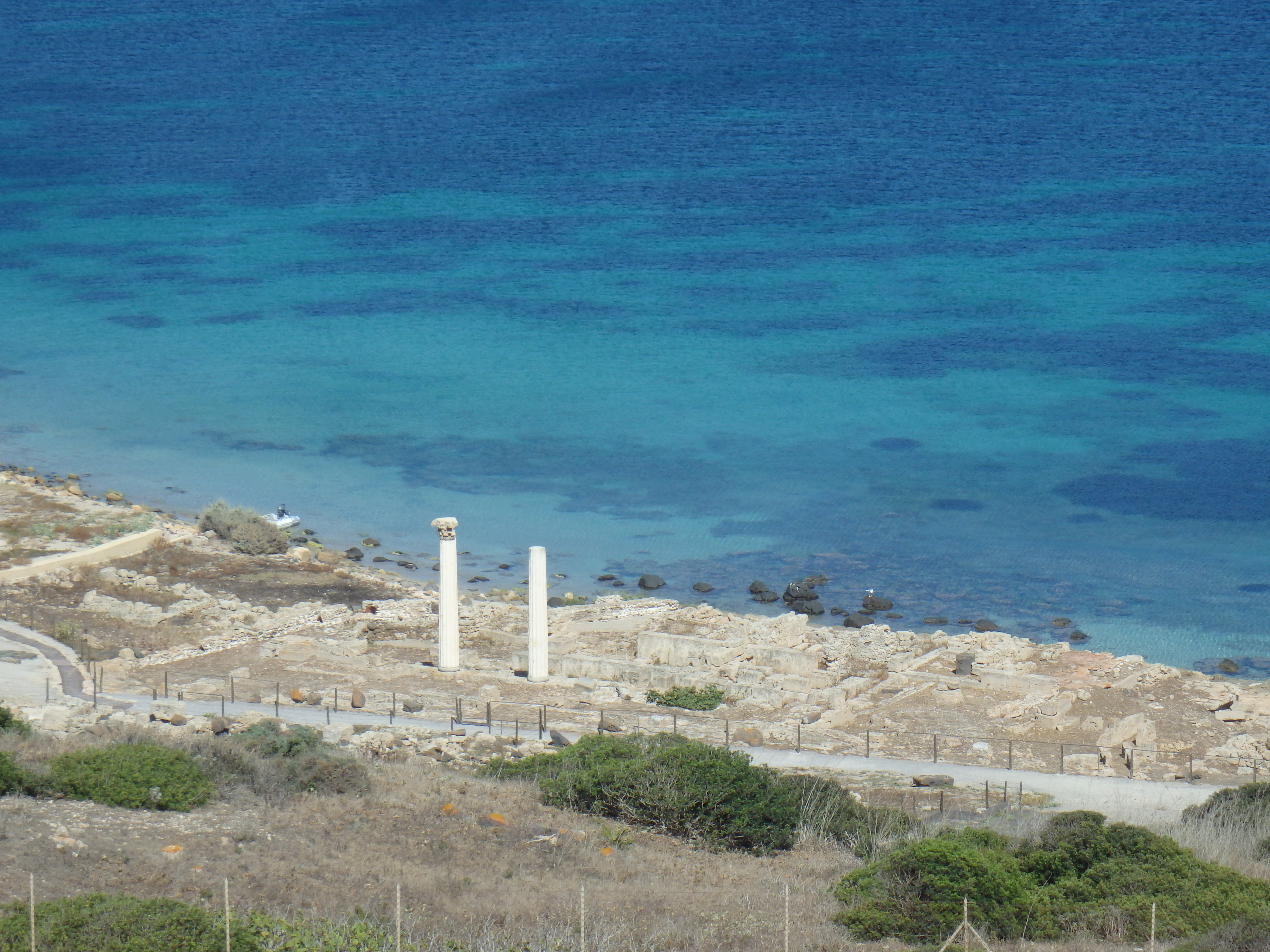
Area archeologica di Tharros

Il territorio di Cabras è abitato dall'uomo fin dal neolitico, come dimostrato dall'importante villaggio di Cuccuru is Arrius. In epoca nuragica, durante l'età del bronzo, il territorio di Cabras appare intensamente popolato, si contano infatti all'incirca 75 nuraghi, di cui 47 monotorre e 28 di tipo complesso. Alla prima metà del I millennio a.C. vengono datate dagli studiosi le imponenti statue di Monte Prama, rinvenute casualmente negli anni settanta e recentemente restaurate.
Intorno all'VIII secolo a.C., in un sito già frequentato dalle popolazioni nuragiche, i fenici fondarono la città di Tharros, abitata ininterrottamente per tutto il periodo cartaginese e poi romano.

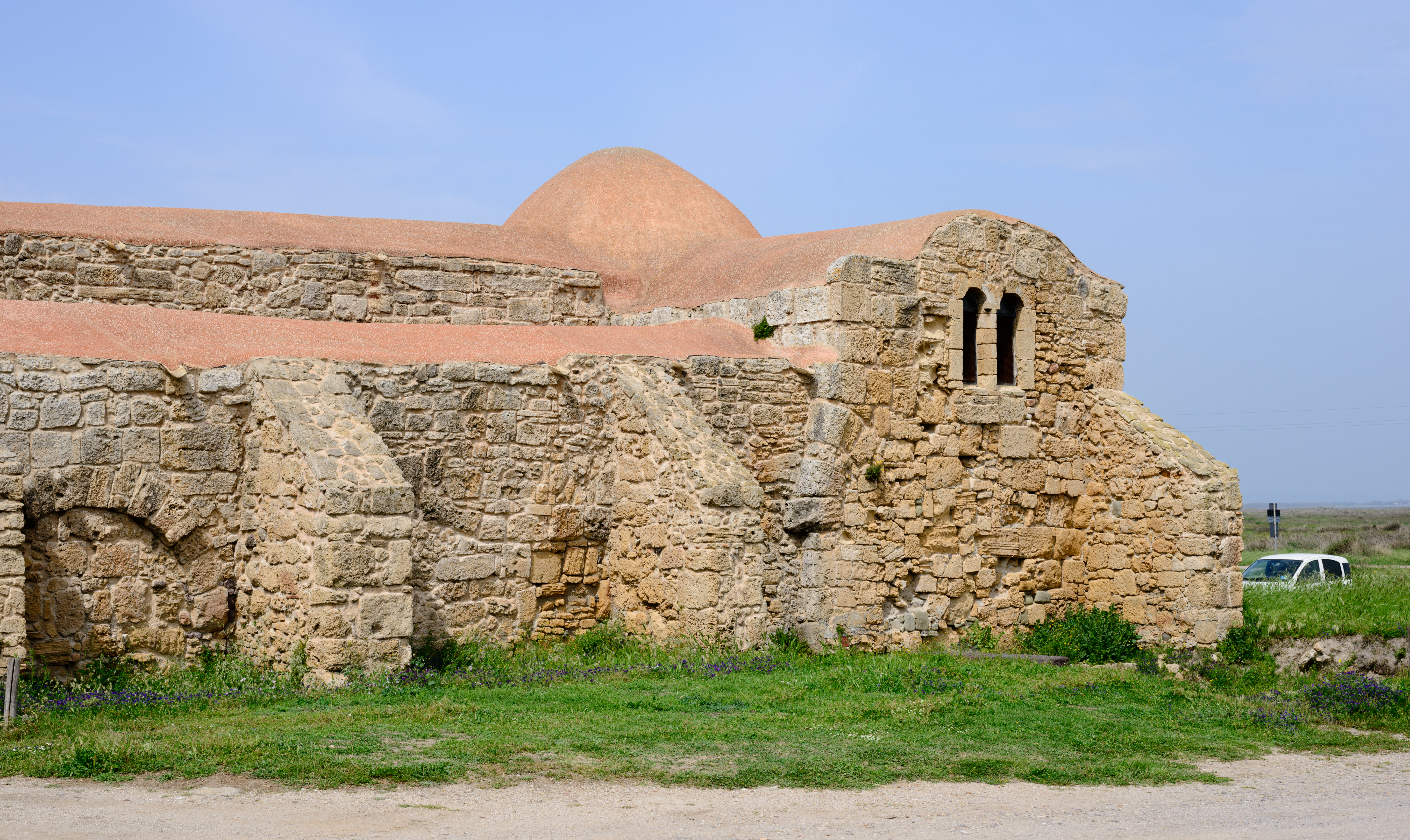
Chiesa di San Giovanni di Sinis, nell'omonima frazione

I primi insediamenti documentati nell'attuale centro di Cabras risalgono all'XI secolo, quando la città di Tharros si spopolò definitivamente anche a causa delle incursioni dei pirati nordafricani. I primi abitanti si stabilirono intorno al castello di cui oggi rimangono solo alcuni resti vicino alla chiesa parrocchiale.
Durante il periodo giudicale guadagnò una discreta importanza poiché spesso la corte del Giudicato d'Arborea risiedeva nel castello. Dopo la caduta del giudicato, il paese della curatoria del Campidano maggiore passò sotto il dominio di numerosi feudatari anche se spesso gli abitanti cercarono di liberarsi dal vincolo feudale anche con rivolte.
Nella prima metà del XIX secolo il paese fu incluso nella provincia di Oristano come capoluogo di mandamento, sino al 1859 quando passò alla provincia di Cagliari. Nel 1974 tornò infine a far parte della provincia di Oristano appena ricreata.

### Simboli
Lo stemma e il gonfalone sono stati concessi con DPR del 31 gennaio 1992.
Il gonfalone è un drappo partito di bianco e di azzurro.

## Monumenti e luoghi d'interesse

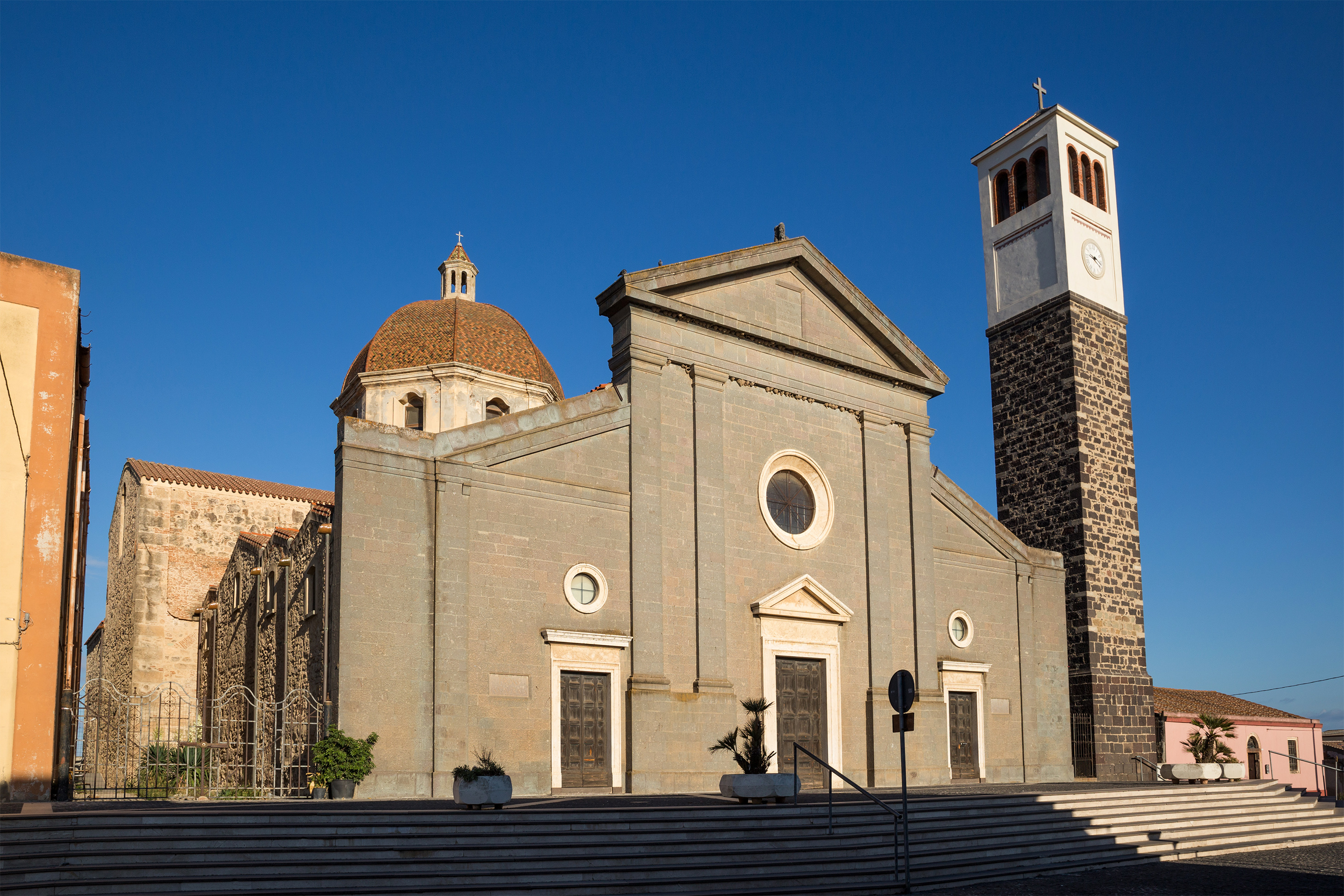
Santa Maria Assunta

### Architetture religiose
- Chiesa di Santa Maria Vergine Assunta, una costruzione barocca del XVII secolo dedicata alla santa patrona
- Chiesa di San Giovanni di Sinis
- Chiesa di San Salvatore
- Chiesa dello Spirito Santo, costruita nel 1601 con una sola navata e due cappelle laterali in stile tardo gotico.
- Chiesa di San Pietro Apostolo, nella frazione di Solanas, risale verosimilmente agli inizi del XVI secolo.

### Architetture militari
- Torri costiere spagnole
- Resti del castello

### Siti archeologici

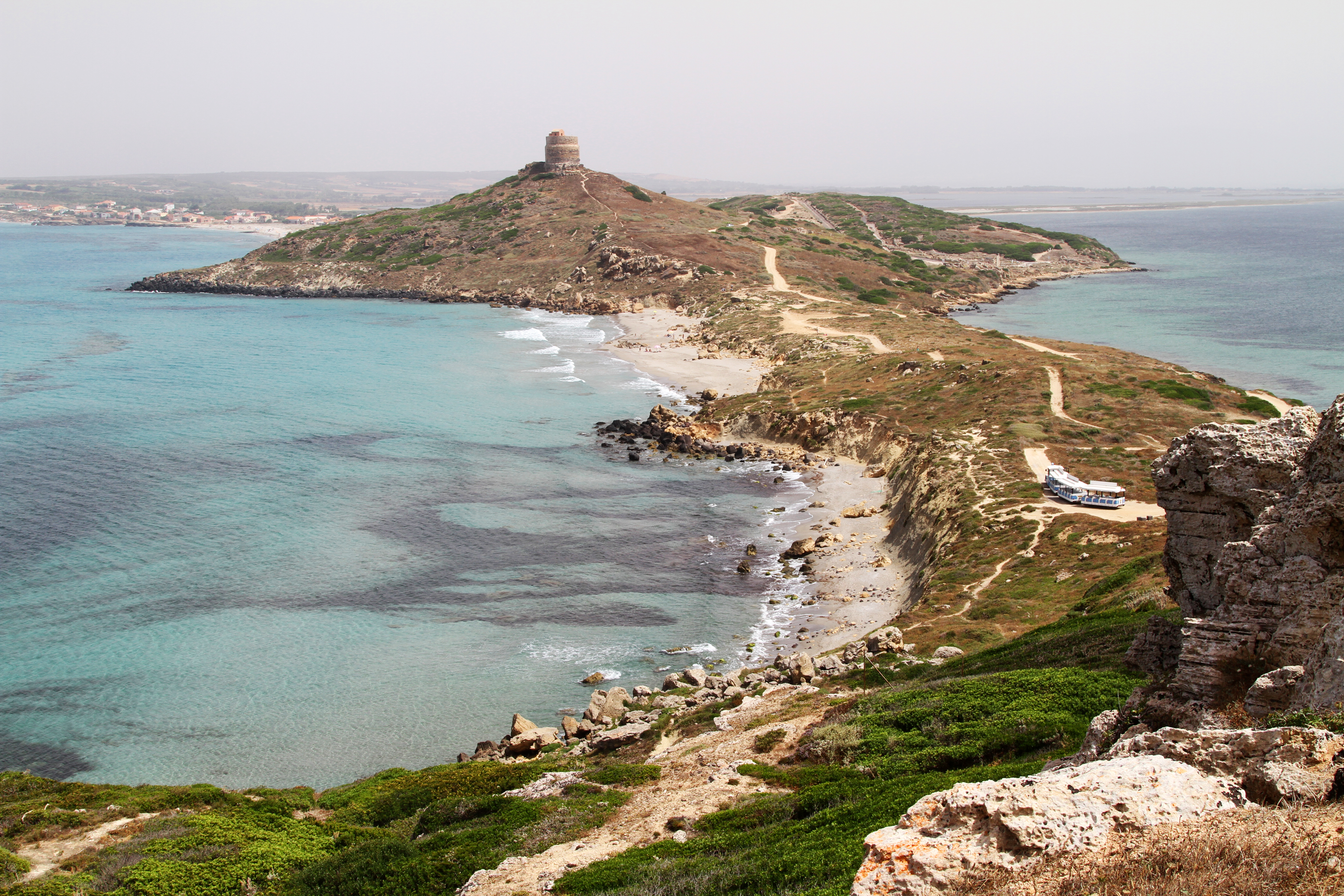
San Giovanni di Sinis

- Cuccuru Is Arrius
- Monte Prama
- Rovine della città di Tharros
- Nuraghe Caombus

### Luoghi di interesse naturalistico
Di grande interesse sono le spiagge della penisola del Sinis, un litorale ancora per larghi tratti non costruito nel quale spiccano per bellezza le bianche distese di sabbia di Is Arutas, Maimoni e Mari Ermi.

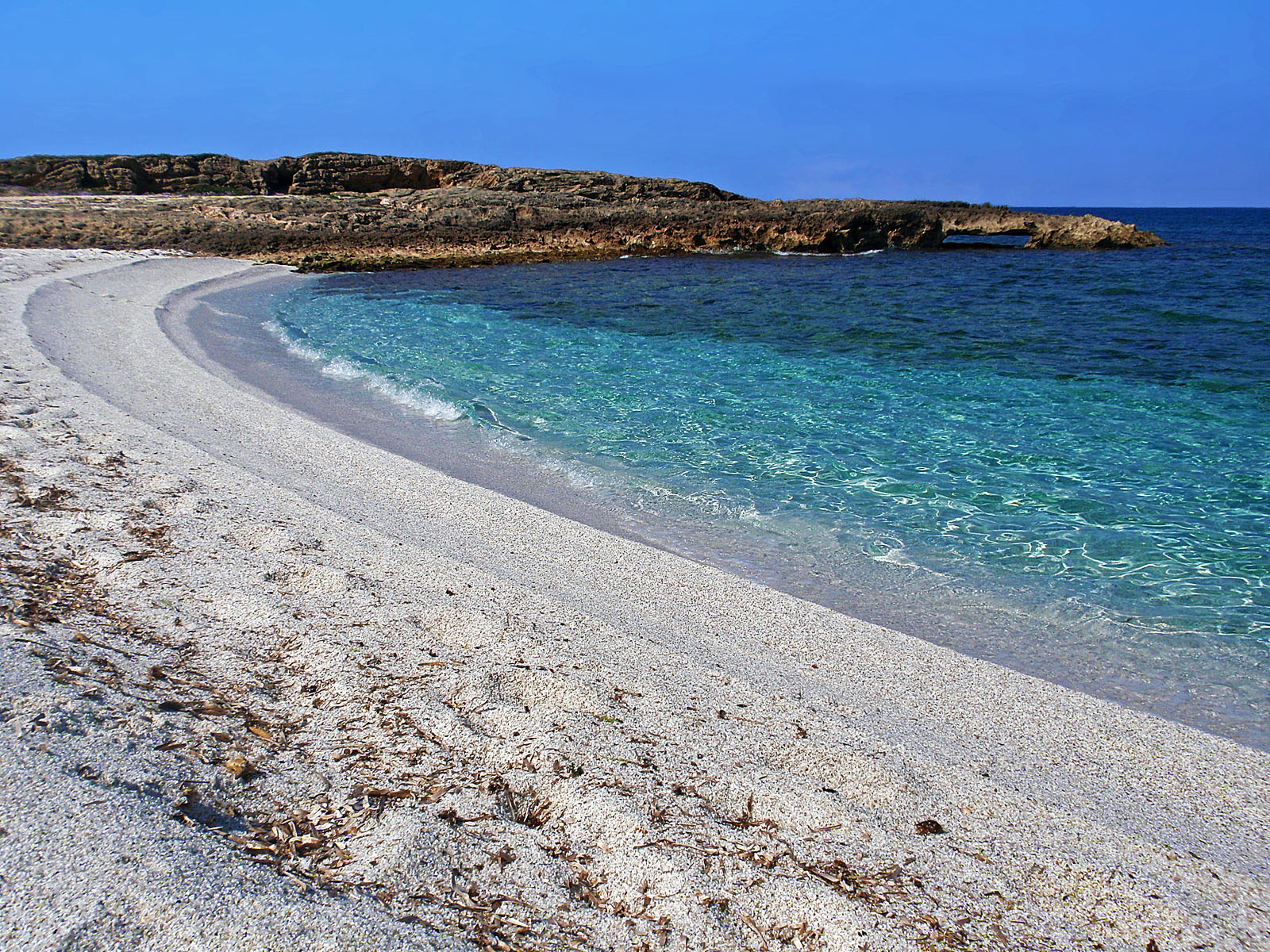
Spiaggia di Is Arutas

Lo stagno di Cabras è infine noto per la presenza di numerosi uccelli acquatici fra cui i fenicotteri rosa.
Il Comune di Cabras è l'Ente Gestore dell'Area Marina Protetta "Penisola del Sinis - Isola di Mal di Ventre", istituita dal Ministero dell'Ambiente nel 1997.

## Società

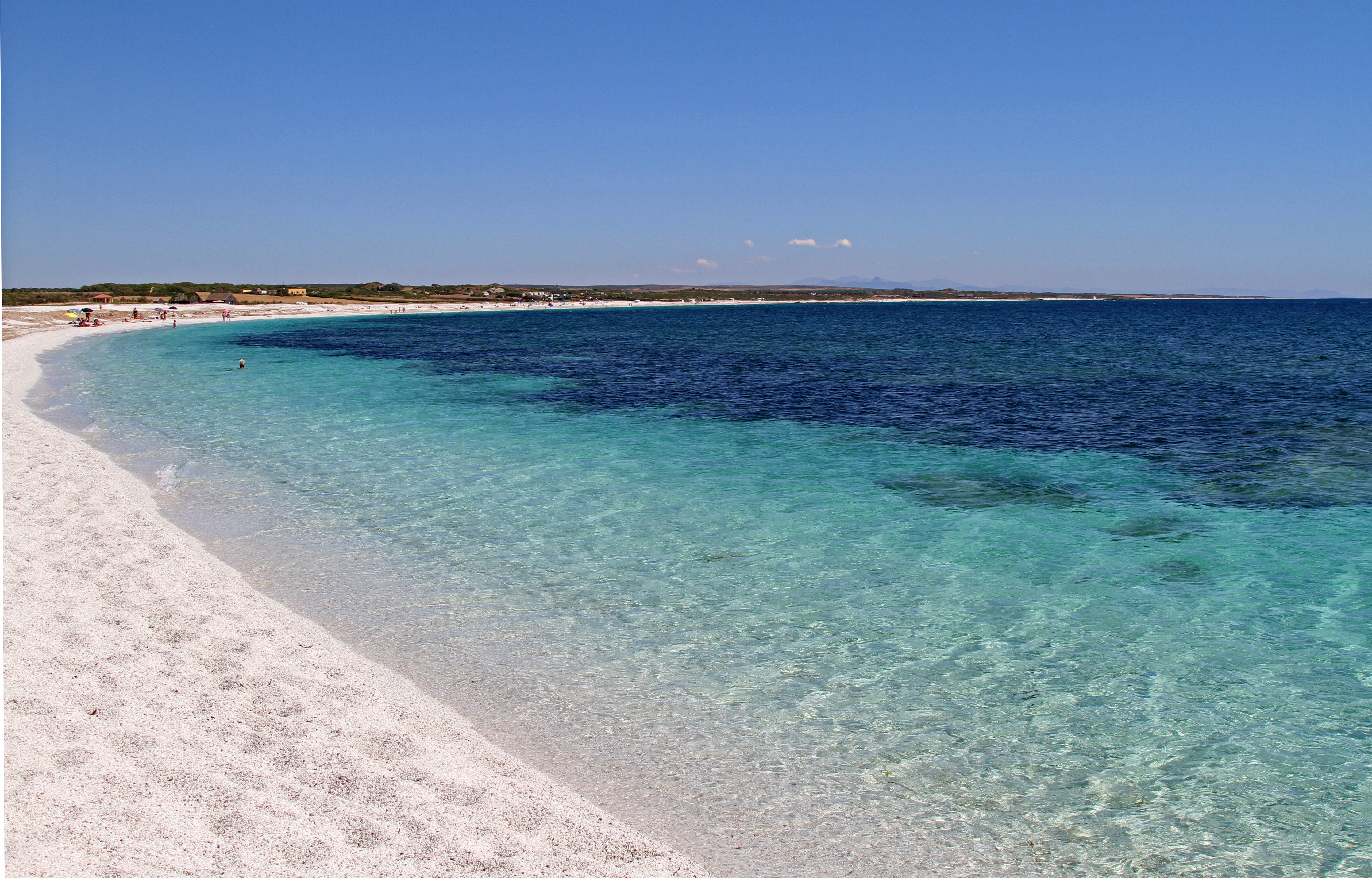
Spiaggia di Mari Ermi

### Evoluzione demografica
Abitanti censiti

### Lingue e dialetti
La variante del sardo parlata a Cabras è il campidanese oristanese.

## Cultura

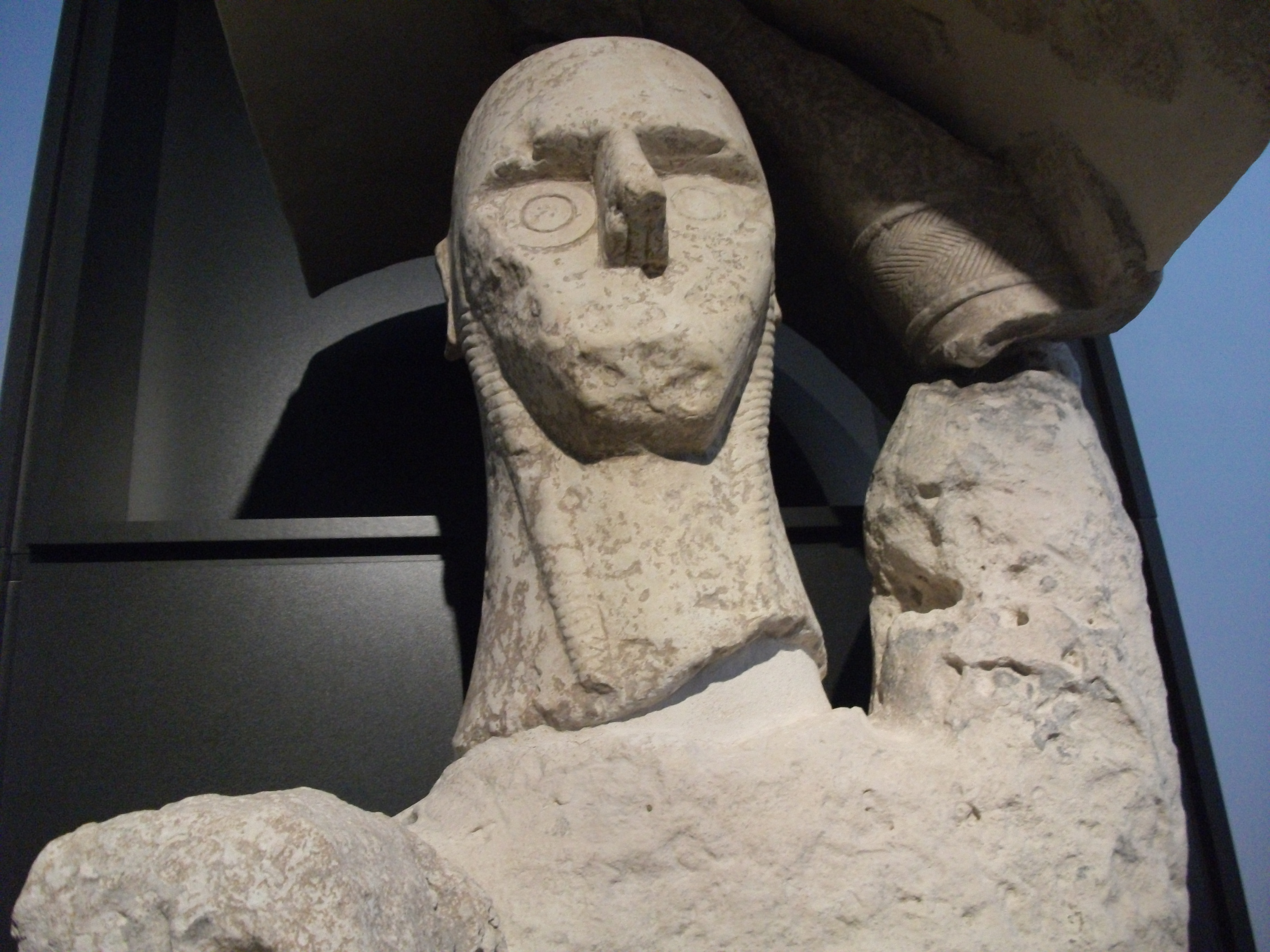
Statua di pugilatore da Monte Prama.

### Musei
- Museo archeologico comunale Giovanni Marongiu: custodisce i reperti archeologici trovati a Tharros e nei due villaggi prenuragici che sorgevano sulle rive dello stagno. Dal 2014 ospita inoltre i famosi giganti di Monte Prama.

### Eventi

#### La processione di san Salvatore

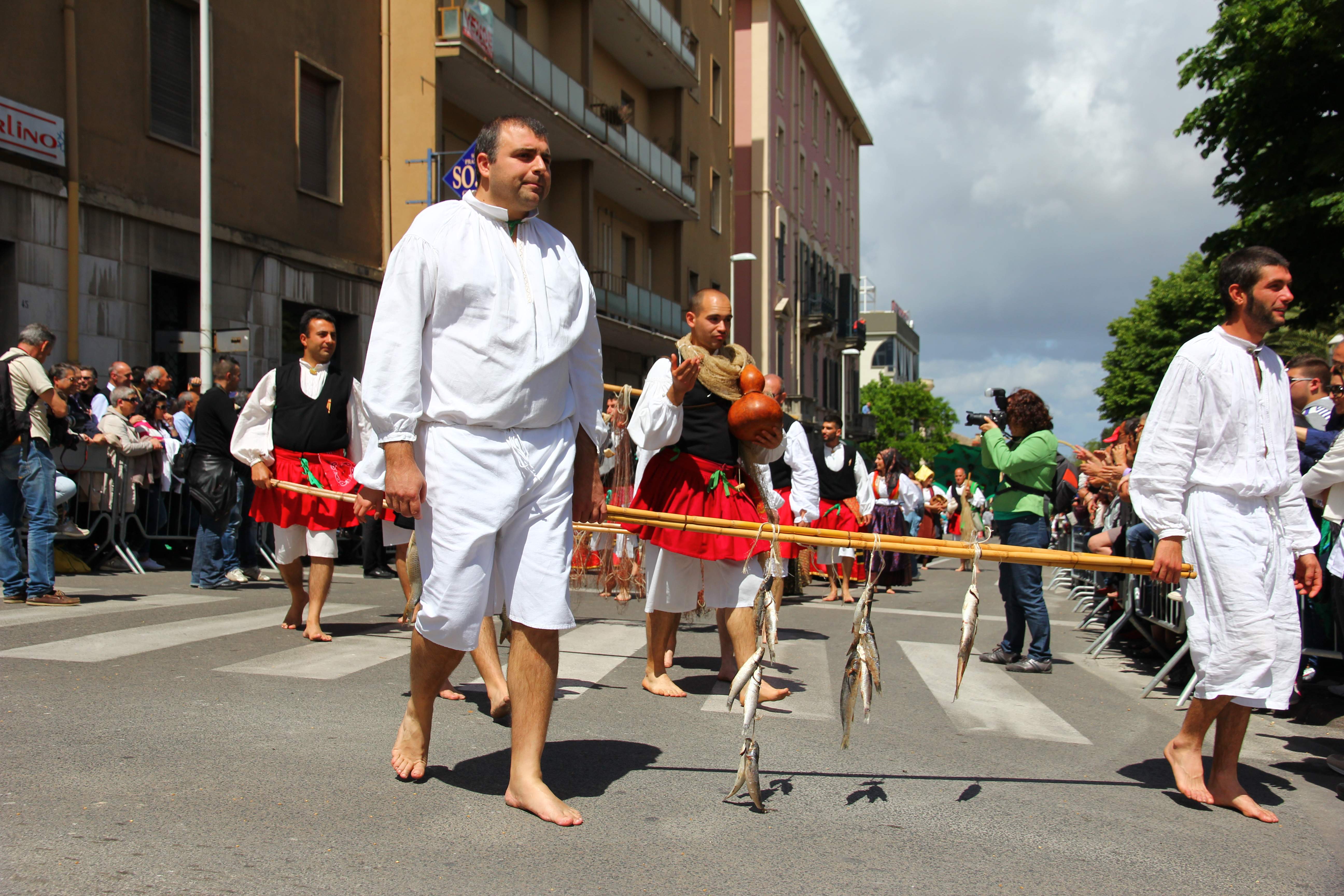
Gli scalzi alla Cavalcata sarda

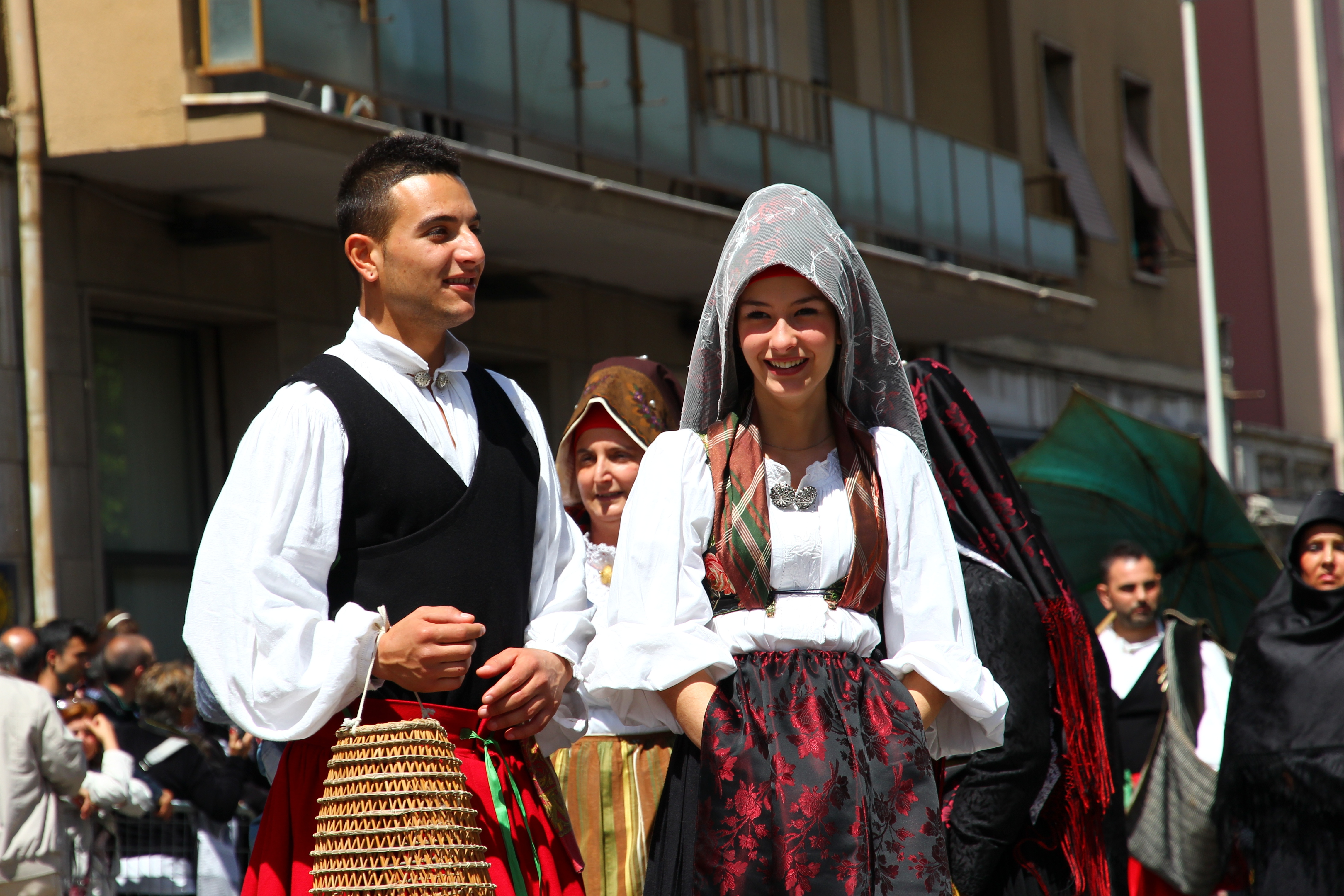
Abiti tradizionali di Cabras

Una delle ricorrenze più suggestive che coinvolge tutta la comunità di Cabras è legata alla processione di san Salvatore. Questa, che si svolge durante il primo fine settimana di settembre, consiste nella rievocazione del salvataggio del simulacro di san Salvatore (il Cristo nella Sua Trasfigurazione) da un attacco dei Saraceni alle coste del golfo di Oristano. I partecipanti, circa 800 uomini, indossano il saio bianco dei penitenti e trasportano il simulacro da Cabras al villaggio di San Salvatore, percorrendo circa 7 km lungo le polverose strade del Sinis. Tutto questo rigorosamente a piedi nudi e di corsa, secondo un ordine prestabilito. Il giorno dopo, la prima domenica di settembre, il rito si ripete in senso inverso e Il Santo fa il suo ritorno a Cabras.

## Geografia antropica

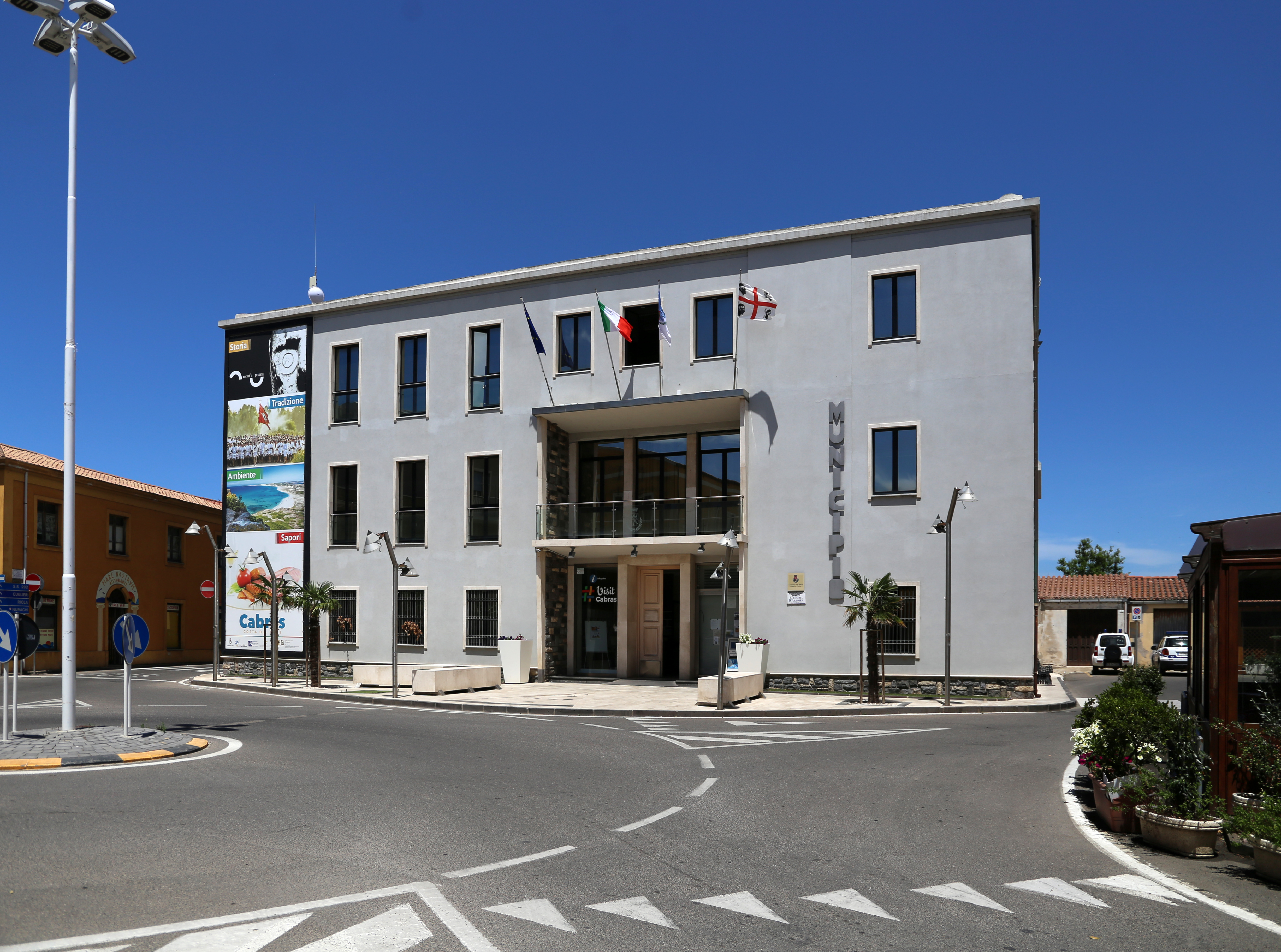
Il municipio

Il territorio comunale comprende anche l'isola amministrativa di Su Cungiau de Gerrusso, avente una superficie di 0,59 km². La cittadina è divisa in quattro quartieri: Is Cottilaris, zona industriale, Su Cungiau de Gerrusso, il quartiere Stagno, che dà sul Mari Pontis, e il quartiere dei pescatori.

## Economia

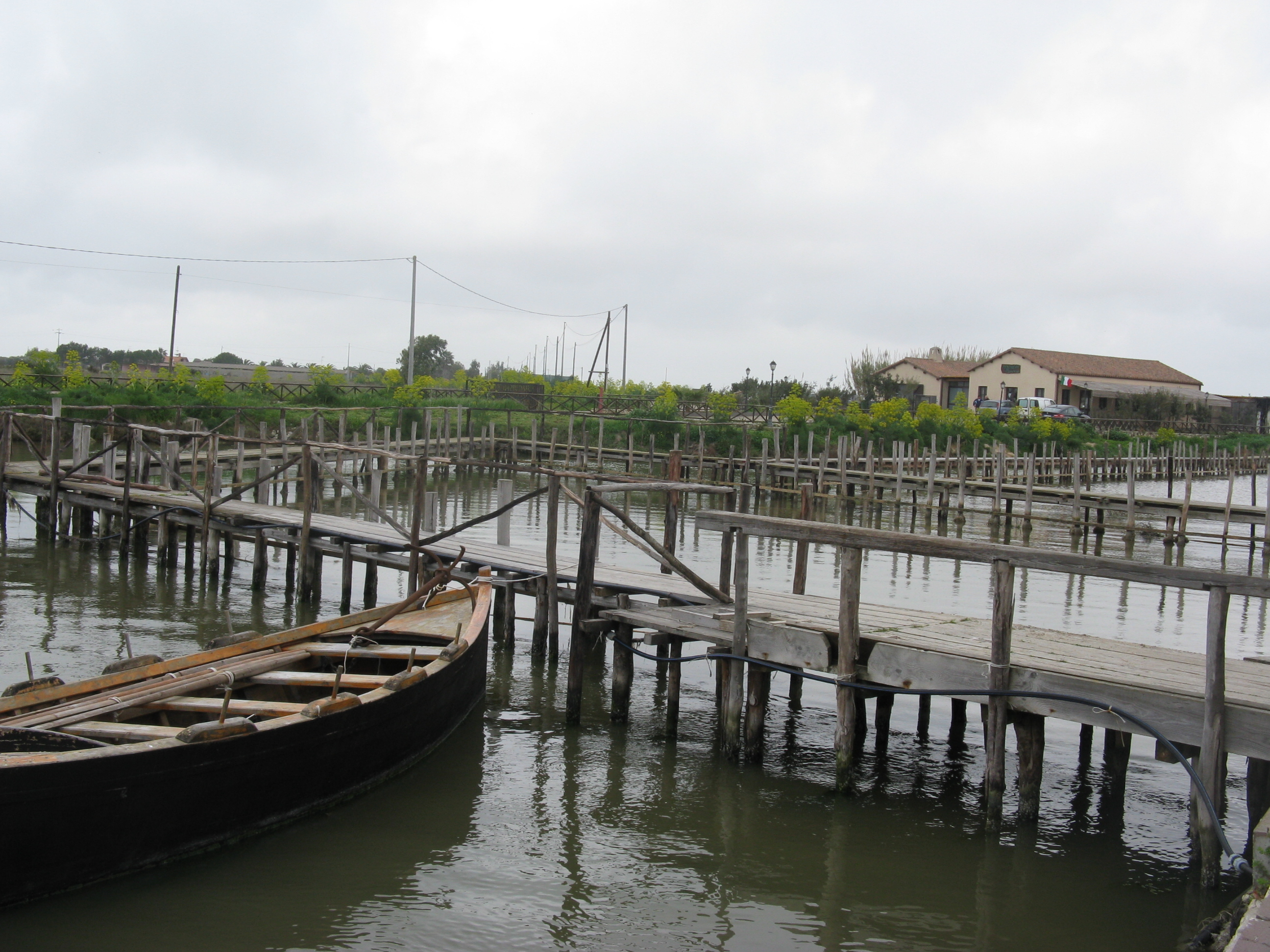
Peschiera

L'economia del paese è basata principalmente sulla pesca, che viene svolta nello stagno in cui sono presenti numerosi allevamenti ittici. I pescatori sono riuniti in cooperative e pescano soprattutto muggini. Prodotto tipico della zona è infatti la bottarga, uova di muggine essiccate e salate che vengono commercializzate in tutta Italia come prodotto tipico.

## Amministrazione
| Periodo        | Periodo        | Primo cittadino | Partito                        | Carica  | Note  |
| -------------- | -------------- | --------------- | ------------------------------ | ------- | ----- |
| 10 giugno 2018 | 29 maggio 2023 | Andrea Abis     | Lista civica "Progetto comune" | Sindaco | [ 8 ] |
| 29 maggio 2023 | in carica      | Andrea Abis     | Lista civica "Progetto comune" | Sindaco | [ 9 ] |

## Sport

### Calcio
Le squadre di calcio, a Cabras, attualmente, sono due: l'Atletico Cabras Calcio, nata nel 2007 con la denominazione BDS Cabras, che milita nel campionato regionale di Seconda Categoria; e la San Marco, squadra storica, fondata nel 1964, in vita fino al 1992, e ricostituita nel 2008, che milita nel campionato regionale di Prima Categoria.